# Musée de l'Hôtel-Dieu
Le musée de l'Hôtel-Dieu est un musée situé sur la route des peintres impressionnistes, à quelques kilomètres de Giverny.
Près de la collégiale Notre-Dame de Mantes-la-Jolie, il se trouve dans l'ancienne chapelle médiévale de l'Hôtel-Dieu, dont la façade de style classique a été classée au titre des Monuments historique. Le musée a rouvert en février 2019 à la suite d'un important chantier de valorisation de ses espaces et de ses collections.

## Histoire

### Origines
L’Hôtel-Dieu est une institution hospitalière médiévale qui servait la mission d’hospitalité et de charité de l’Église en accueillant et soignant les pauvres, orphelins, mendiants. A Mantes-la-Jolie, un premier Hôtel-Dieu existait au XIe siècle mais fut détruit lors du sac de 1087 mené par Guillaume le Conquérant. C'est au XIVe siècle, sous le règne de Charles V, que l'Hôtel-Dieu fut placé au plus près de la Collégiale Notre-Dame, à l’emplacement actuel. L’Hôtel-Dieu était alors  une institution importante et puissante sur le territoire qui possédait plusieurs terres, comme l’Île Aumône, et exploitait des moulins, fermes et forêts. L’Hôtel-Dieu participait au commerce important du vin ; ses caves contenaient les stocks de vin provenant de leurs récoltes pour en effectuer la vente.
Le monument aujourd’hui conservé date du XVIIe siècle, période d’âge d’or pour l’Hôtel-Dieu. La communauté des augustines fit reconstruire l’hôpital et la chapelle Saint-Jean en deux phases de travaux de 1646 à 1649 (certainement pour l’hôpital) puis de 1667 à 1675 (pour la chapelle). Les comptes de l’Hôtel-Dieu conservés aux archives municipales témoignent de l’ampleur de la construction et de son coût important. La chapelle avait un plan simple, avec une grande nef et un chevet plat. Il semble qu’il y avait un étage intermédiaire entre le premier et deuxième étages pour relier la chapelle à l’Hôtel-Dieu afin que les malades puissent assister à l’office. Le décor intérieur était sommaire et se trouvait sur les onze vitraux et le chœur peint. Aucun décor intérieur ne subsiste. La façade de style classique fut en revanche, édifiée avec des motifs sculpturaux raffinés qui témoignent de l’architecture du XVIIe siècle à Mantes-la-Jolie. Sa séparation tripartie verticale par des pilastres corinthiens, son oculus, son décor sculpté de guirlandes fleuries, de coquilles Saint-Jacques et d’angelots, en sont caractéristiques. Le dôme surmontant l’entrée édifié en 1672 par le maître charpentier Maillard, ainsi que le fronton cintré de la façade comportant un bas-relief de l’Annonciation ont toutefois disparu.

### Période contemporaine
Lors de la Révolution, l’Hôtel-Dieu fut fermé mais aurait été utilisé comme prison. Un inventaire des biens a été effectué le 29 juin 1790. En 1847, est décidée la fusion de l’hospice des malades (l'Hôtel-Dieu) et l’hôpital général (hospice des vieillards et des enfants) construit en 1687 sur autorisation de Louis XIV. Mais c’est le 5 mars 1854 que l'Hôtel-Dieu et ses services hospitaliers ont été désaffectés. Le terrain fut alors morcelé en dix lots et l’arrière de l’Hôtel-Dieu coupé pour percer la rue docteur Stéphane Bonneau. Cette séparation en lots causa de nombreux désordres qui impactaient le bâtiment jusqu’à aujourd’hui dans la structure car des fenêtres durent être percées en divers endroits et les bâtiments furent plus ou moins bien entretenus selon les divers propriétaires.
La chapelle est devenue successivement de 1830 à 1870 le théâtre Paul Roche, 1870 à 1878 le théâtre Gimbert, 1870 à 1894 le théâtre de la comédie, à partir de 1894 une société de photographie. En 1912, c'est le cinéma « Palace Attractions » qui s’y installe dans la première moitié de l’ancienne chapelle. C’était la première salle de cinéma de Mantes, elle pouvait contenir jusqu'à 500 spectateurs en parterre et en balcon. Le cinéma Palace a fermé lors de la déclaration de la guerre et bien qu’il fût épargné par les bombardements, il ne rouvrit pas à la libération. Les anciens immeubles dépendant de l’Hôtel-Dieu et voisins de la chapelle sont devenus propriétés et logements privés.
Avec la collégiale Notre-Dame voisine, l’Hôtel-Dieu est un des rares monuments n’ayant pas été détruits par les bombardements alliés du 30 mai 1944. Pour sauvegarder ce bâtiment partagé entre l’ancien cinéma et les logements insalubres, la ville a acheté par expropriation publique cet édifice en 1962 et fit restaurer cet ensemble grâce aux dommages de guerre. Les travaux ont duré une trentaine d’années, l’objectif premier était d’offrir une splendide annexe à l’hôtel de ville pour les réceptions et les expositions. La qualité architecturale et l'intérêt historique de cette construction furent reconnus lorsque la façade principale de la chapelle fut classée par arrêté du 29 avril 1948. L’ensemble de la chapelle est ensuite inscrit par arrêté du 28 avril 1964.

### Le musée de l'Hôtel-Dieu
Outre sa vocation culturelle, sa destination de musée se précisa en 1971 à la suite de la donation des œuvres de Maximilien Luce par son fils. Un inventaire des collections municipales dressé dans les années 1980 par le centre de recherche et d'études documentaires du grand ouest et l’implication du service des musées de France permirent de conférer une ambition scientifique au projet. Le musée s’orienta vers une dimension patrimoniale et locale. Le musée a été inauguré en juin 1996, il est labellisé Musée de France en 2002.
Le musée de l’Hôtel-Dieu conserve la plus grande collection dédiée à Maximilien Luce en Europe. Celle-ci est depuis le chantier de récent visible de façon permanente au premier étage du musée respectant ainsi ses dernières volontés exprimées par Frédéric Luce (1896-1974) dans l’acte de donation du 8 mai 1971 qui imposait d’exposer ses œuvres dans des locaux aménagés rue de la Heuse dans l’ancienne chapelle de l’Hôtel-Dieu. Le musée se trouve dans le cœur historique de Mantes-la-Jolie à quelques pas du belvédère fluvial, situé sur la route des impressionnistes.

## Les collections et les œuvres remarquables
| - La fuite en Égypte |

Jean-Baptiste Camille Corot (1796-1878), La fuite en Egypte, 1840, Huile sur toile. Dépôt de la Ville de Rosny-sur-Seine, 2018.
Corot est l’un des paysagistes français qui inspirera les générations suivantes tel que Claude Monet et Maximilien Luce.Ce tableau figure parmi des premiers envois de Corot au salon de l’Académie des Beaux-Arts. Il privilégiait alors des sujets religieux ou mythologiques dans la tradition néoclassique. Corot ne choisit pas de placer les personnages dans un décor orientalisant, mais s’inspira au contraire des motifs paysagers qu’il avait pu observer en Italie ou à Fontainebleau. L’exposition de sa toile remporta un succès critique qui contribua à sa renommée. Cette toile fut commandée à Corot en 1839 par Parfaite Anastasie Osmond.
Parfaite Osmond offrit La fuite en Égypte, par piété, à l’Église Saint-Jean-Baptiste de Rosny. En 1904, Les chemins de croix et La fuite en Egypte furent classés Monuments Historiques.

### Collection Maximilien Luce

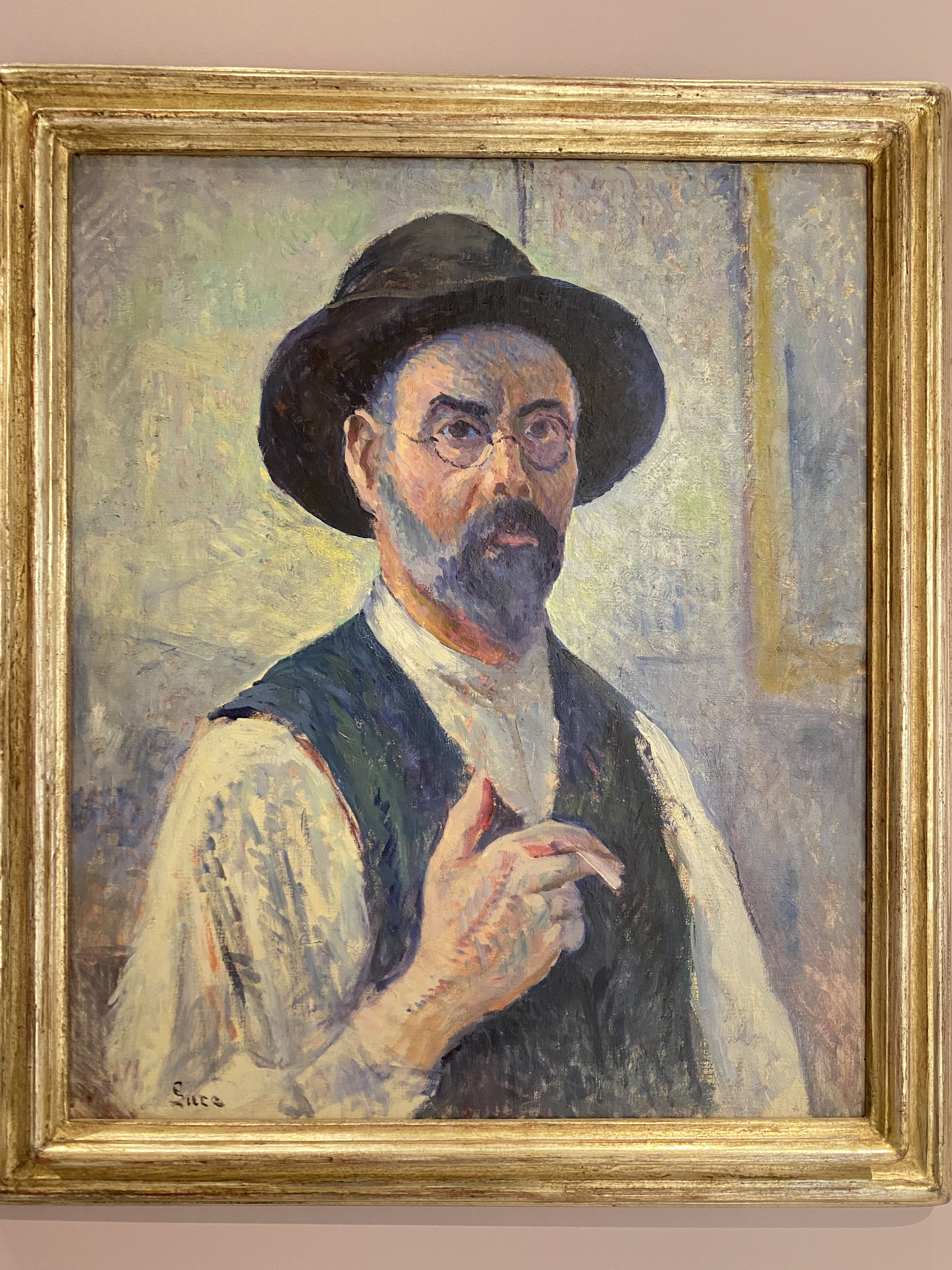
Portrait de Maximilien Luce

Le fonds du peintre Maximilien Luce (1858-1941) regroupe plus de 150 œuvres, peintures, dessins et lithographies. Proche des post-impressionnistes tels Pissarro, Seurat ou Signac, Maximilien Luce découvre Rolleboise, près de Mantes, en 1917. Il trouve dès lors l'essentiel de son inspiration dans la vallée de la Seine et de la région mantaise. Paysagiste, il est aussi l'un des rares peintres de son époque à jeter un regard lucide sur la condition des travailleurs, comme en témoignent des peintures de chantiers. Certaines œuvres lui ont également permis d'exprimer son militantisme anarchiste. Ainsi, l’ensemble de son œuvre alterne entre scènes de paysages et portraits d’une vie quotidienne ou retranscription d’événements contemporains particulièrement marqués par la guerre de 1914-1918.

### Collection médiévale

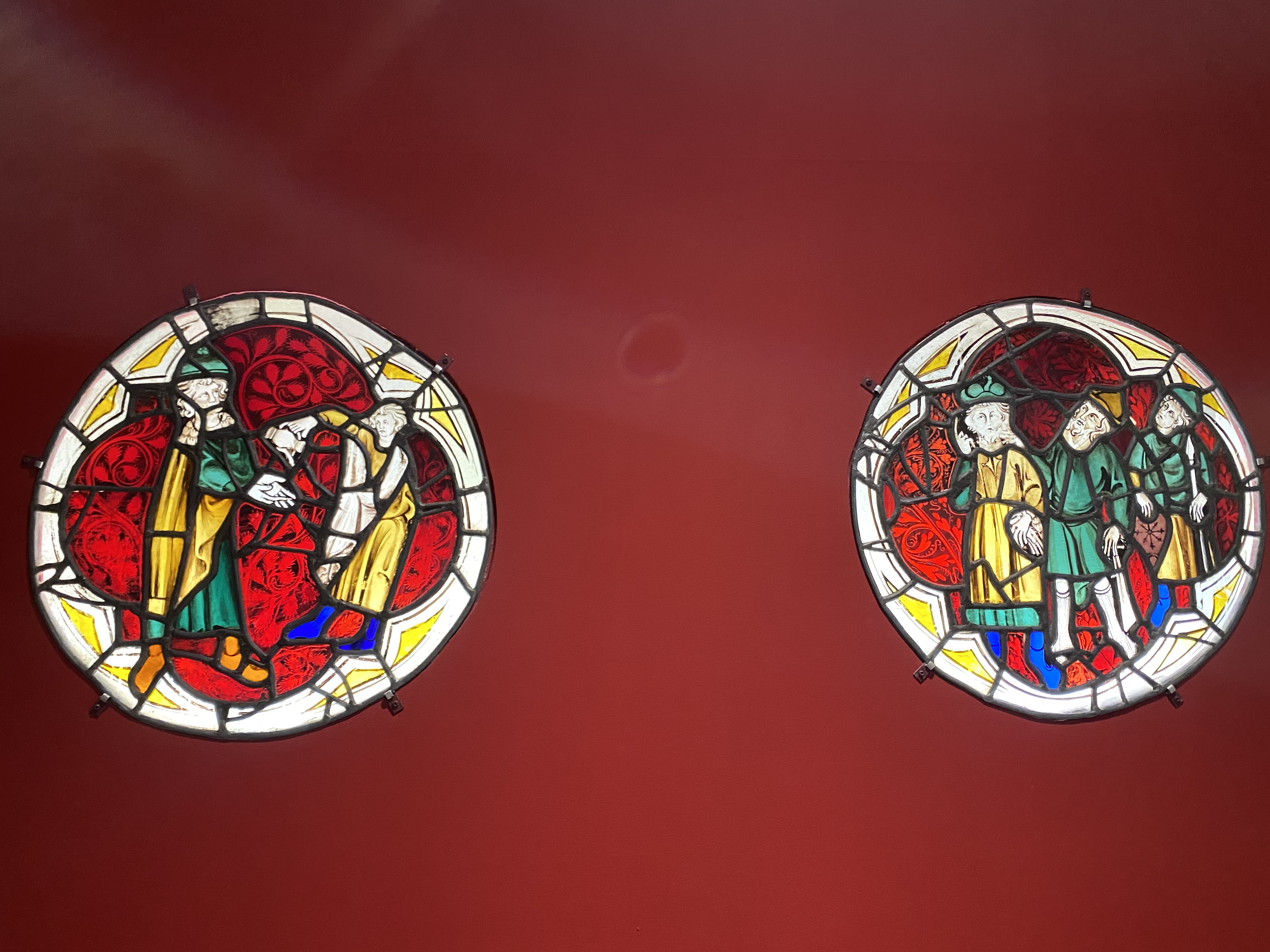
Vitraux de la Chapelle de Navarre

Les pièces lapidaires ont rejoint la collection médiévale en 2000 après avoir été présentées lors de l’exposition temporaire « Mantes médiévale : la Collégiale au cœur de la ville ». La majorité des pièces provient du portail des Échevins édifié au XIVe siècle à la façade occidentale de la Collégiale Notre-Dame (portail droit). Elles ont été retrouvées par Alphonse Durand, au XIXe siècle, dans les fondations de l'ancien couvent des Ursulines situé à quelques pas de la collégiale. Elles ont dû y être placées en remploi après la Révolution qui a aussi entraîné la décapitation des statues-colonnes autrefois dressées dans les ébrasements des portails de la façade occidentale.

### Représenter le Mantois

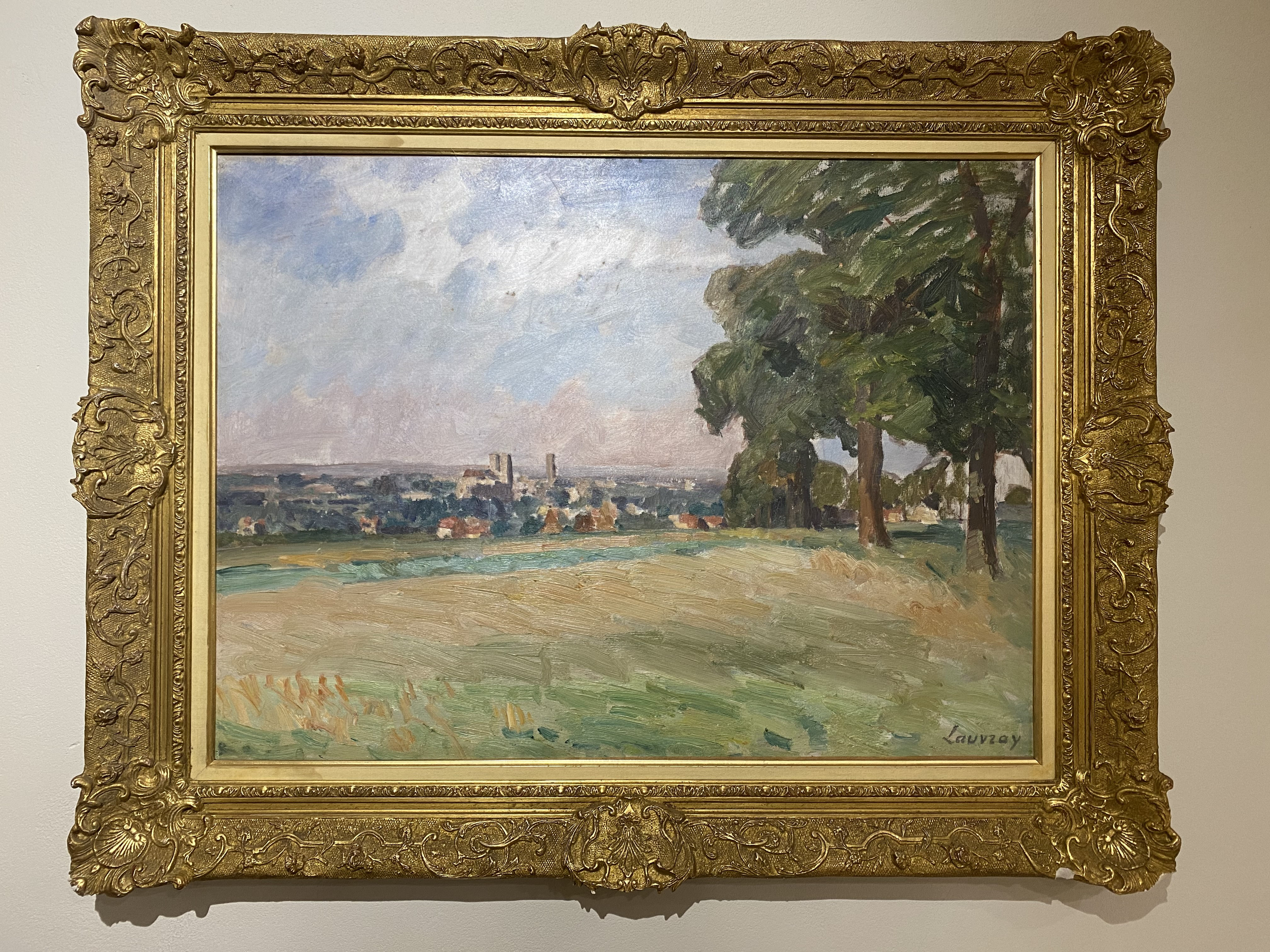
Vue de Mantes, Abel Lauvray

À l'aube du XIXe siècle, Mantes-la-Jolie se mue en ville moderne. En 1800, date à laquelle elle devient sous-préfecture et la Révolution Industrielle, elle s’étend peu à peu et voit croître rapidement sa population. Maisons de bourg et villas de notables se bâtissent dans cette cité à la fois rurale et commerçante, spécialisée dans le vin, le cuir et le blé. L’arrivée du chemin de fer au milieu du siècle, concrétisée par la construction de la Gare de Mantes-Station en 1843, bouleverse le paysage et les modes de vie. De nombreux artistes venus de Paris en moins de trois heures, peuvent désormais débarquer des trains quotidiens. La collégiale, les vieilles tanneries ou encore le Vieux-Pont constituent des motifs de choix pour les peintres. C’est toutefois la Seine, organe principal de cette ville jadis dénommée Mantes-sur-Seine, qui ravit les paysagistes. Autour d’elle, les lavandières, les cheminées d’usines, les pêcheries et les navires côtoient des usagers plus oisif que sont les voiliers, les baigneurs ou encore les promeneurs.

### Expositions temporaires
En plus des collections permanentes, le musée organise depuis son ouverture des expositions temporaires.
En voici quelques-unes :
| Paysages de Maximilien Luce, présentée à Schleswig dans le cadre du jumelage de Mantes-la-Jolie du 30 août au 27 septembre 1998 | Maximilien Luce : en amitiés, portrait croisés, 13 juin – 30 août 2015                                                                                             |
| Maximilien Luce - Peindre la condition humaine, 17 juin au 31 octobre 2000                                                      | Maximilien Luce : [re]trouvailles, 22 janvier - 15 décembre 2016                                                                                                   |
| Mantes médiévale - La collégiale au cœur de la ville, 17 décembre au 31 mai 2001                                                | Maximilien Luce « au charbon! », 15 octobre 2016 - 15 janvier 2017                                                                                                 |
| Maximilien Luce et la Commune, 28 avril au 31 mai 2004                                                                          | Fermeture du musée pour travaux jusqu'en février 2019 |
| Inspirations de bord de Seines - Maximilien Luce et les peintres de son époque, 30 octobre 2004 au 7 mars 2005                  | Mantes et ses musées. Exposition de la réouverture, 15 février au 27 avril 2019                                                                                    |
| Maximilien Luce et Pierre Goujon « Dessins à desseins », 14 mars au 4 avril 2005                                                | Léo Gausson et Maximilien Luce, pionniers du Néo-impressionnisme, 27 mai au 16 août 2019                                                                           |
| Maximilien Luce, Œuvres graphiques, 6 mai – 6 septembre 2009                                                                    | François Boucq, des cases à la toile, 20 septembre au 30 décembre 2019                                                                                             |
| Figure et mouvement dans l'oeuvre de Maximilien Luce, 25 février 2011 – 2 octobre 2011                                          | Nicolas Tarkhoff, impressions d'un peintre russe de Paris à Orsay, 19 février au 23 août 2020 (prolongée jusqu’au 7 décembre 2020)                                 |
| Maximilien Luce, l'esquisse d'un chef d’œuvre acte 1, À partir du 10 mars 2012                                                  | Lin Wenjie, rencontre d'ici, 18 janvier au 24 mai 2021 (prolongée jusqu’au 10 octobre 2021)                                                                        |
| Georgette Agutte, une passion fauve, 7 avril au 30 septembre 2012                                                               | Arts de l'islam, un passé pour un présent, Trésors du Louvre, des collections nationales et des régions. Coproduction Louvre-RMN, 20 novembre 2021 au 27 mars 2022 |
| Maximilien Luce, l'esquisse d'un chef d’œuvre acte 2, 6 octobre 2012 – 13 janvier 2013                                          | Alphonse Durand, une vie au service de l'architecture, 1er juin au 18 septembre 2022                                                                               |
| Sous les ponts des Yvelines coule la Seine, 30 novembre 2013 au 23 mars 2014                                                    | Georges Tardif, architecte du paysage, 15 octobre 2022 au 16 janvier 2023 (volet 1), 30 janvier au 30 avril 2023 (volet 2)                                         |
| Paysages mantais, chemins et traverses, Jouas, Luce, Veillet, Frank-will, 7 mars – 27 septembre 2015                            | Objectif Mantes, photographies 1888 à 1945, 13 décembre 2023 au 18 mars 2024                                                                                       |

#### Documents d'archive
- AM Mantes-la-Jolie, AH/B 148
- AM Mantes-la-Jolie, AH/NC 1
- AM Mantes-la-Jolie, GG 71 Hôtel-Dieu

#### Ouvrages
- Victor Bourselet et Henri Clérisse, Mantes et son arrondissement, Paris, Édition du temps, 1933, 363 p.
- Maximilien Luce et Léo Gausson: pionniers du néo-impressionnisme, Silvana Editoriale, 2019, 128 P.  (ISBN 883664080X)
- Musée de l'Hôtel-Dieu de Mantes-la-Jolie, Mantes médiévale: la Collégiale au cœur de la ville, Somogy, 2001, 179p.  (ISBN 2850564346)